# Saint-Laurent-en-Brionnais
Pour les articles homonymes, voir Saint-Laurent.
Saint-Laurent-en-Brionnais est une commune française située dans le département de Saône-et-Loire, en région Bourgogne-Franche-Comté.

## Géographie
La commune de Saint-Laurent-en-Brionnais est située dans le département de Saône-et-Loire, l'arrondissement de Charolles et depuis 2015 dans le nouveau canton de Chauffailles considérablement agrandi. Elle relevait jusqu'alors du canton de La Clayette désormais supprimé. Elle a pour voisines six autres communes. Son périmètre long de plus de 18,5 km enserre un territoire plus étiré en latitude (5,35) qu'en longitude, étroit d'est en ouest dans sa partie sud (1,5 km) plus large au nord (4,4 km). Au nord, Saint-Laurent confine sur 3,1 km avec Vareilles, au nord-est sur 3,1 km également avec Baudemont, à l'est avec La Chapelle-sous-Dun et Chassigny-sous-Dun respectivement sur 2,3 et 195 km, au sud avec Saint-Maurice-lès-Châteauneuf sur 1,65 km. C'est avec Vauban à l'est que Saint-Laurent partage la plus longue limite soit 6,3 km. La superficie de la commune, 12,98 km2, est  égale à la moyenne des communes du Nord-Est roannais, 13 km2. Les limites de la commune sont presque entièrement artificielles ; à l'ouest seulement sur 1,7 km le Ruisseau des Monts est le seul accident naturel caractérisé formant frontière (avec Vauban). À l'est, une échine qui s'étire du nord au sud borne le territoire de Saint-Laurent : elle représente le sommet de l'interfluve Ruisseau des Barres-Sornin.
L'altitude moyenne de la commune est de 395 mètres.
Avec en tout et pour tout 2 km de route départementale sur son territoire Saint-Laurent-en-Brionnais constitue un cas particulier dans la région. La D 231 qui relie la commune à La Clayette (à 5 km) se termine au bourg de Saint-Laurent. En revanche des chemins asphaltés sillonnent la commune reliant le bourg aux hameaux; le plus notable est celui qui sur 1,6 km prolonge la départementale vers le sud en direction de la vallée du Sornin en parcourant l'interfluve central.
Privilégié par rapport à bien des communes du Nord-Est roannais, Saint-Laurent a un accès aisé au chemin de fer puisque la gare de La Clayette-Baudemont se trouve à moins de 5 km. Plusieurs trains circulant dans les deux sens s'arrêtent chaque jour dans cette gare.
La ligne TGV de Paris à Marseille peut être rejointe en direction de Lyon à la gare de Mâcon-Loché distante de 59 km de Saint-Laurent ou en direction de Paris à la gare de Montchanin-Le Creusot à 73 km.
L'aéroport de Lyon-Saint-Exupéry se trouve à 126 km de la commune.
Saint-Laurent subit naturellement l'attraction de La Clayette, petite cité économiquement active et très proche (5 km) et de son chef-lieu de canton, Chauffailles un peu plus distant (13 km). Dans un cadre spatial plus étendu, Roanne distant de 36 km et où conduit facilement la pente au sein du bassin du Sornin exerce une influence qui se fait sentir dans les domaines commercial, culturel, sanitaire ; Mâcon plus éloigné que Roanne (61 km) mais chef-lieu du département auquel appartient Saint-Laurent vient empiéter sur la zone d'attraction de la sous-préfecture ligérienne. La petite ville de Paray-le-Monial  bénéficie de sa relative proximité (28 km) et l'attraction de ses commerces et de son hôpital n'est pas négligeable.
Enfin, le rôle de Lyon, métropole régionale rhônalpine, qui ne se trouve qu'à 92 km de la commune est considérable dans les habitudes sociales des Saint-Laurentins éclipsant celui de Dijon trop éloigné -160 km - de ce coin périphérique de l'espace bourguignon.
Saint-Laurent fait partie du pays Brionnais. Saint-Laurent-en-Brionnais est à cinq kilomètres de la Clayette et à vingt-quatre kilomètres de Charolles. Le territoire de la commune est traversé dans sa partie orientale par le ruisseau des Barres qui se jette dans le Sornin.

### Hameaux
La commune de Saint-Laurent appartient à une région dont le paysage rural est le bocage caractérisé par une forte dispersion de l'habitat ; les écarts y sont nombreux et le bourg ne rassemble généralement qu'une fraction assez limitée de la population. Le territoire municipal est ainsi parsemé de simples écarts constitués d'un petit nombre de maisons mais aussi de hameaux groupant un nombre d'habitations plus considérable. Plus de 350 lieudits sont répartis sur le territoire de la commune.
Les plus représentatifs sont : dans le compartiment central et du nord au sud les Carrières, En Mâconnais, les Guernes, les Crusus, les Sernins, le Perret, les Places, les Raviers ; le Verdier, le Haut des Monts, les Mollières (près du bourg), les Barres, les Gonnots, les Teureaux, Sublanche, les Monts, la Cruzette, le Grand Bois, Joux, la Barre, les Thomas, les Coyes, Corson, la Combe, les Mollières (au dessus du Sornin). Certains de ces écarts à proximité du bourg sont assez étoffés pour constituer d'authentiques hameaux. Plusieurs noms de lieux s'attachent à des secteurs non habités comme les Prés du Chéri, les Fonds, En Faux Loup, les Charmes, Terres du Guérin, En Billet, les Crais.
À l'est du Ruisseau des Barres on rencontre : Pré Dubreuil et En Charmont, le Fromental, les Chauffauds, les Chevennes, Montailloux, Préjoint, la Côte d'Or.
À l'ouest du Ruisseau des Monts les écarts sont moins nombreux : les Thévenins, Chéry, les Monts avec là aussi des lieux sans habitants comme Pré de Chéry, En Braille, Bouzu. Tout à fait au sud, isolé, Chez Rebuty.

### Géologie
Sur le plan géologique les 9/10e du territoire sont formés de terrains d'âge secondaire calcaires, marnes, schistes et grès localement couverts de formations d'altération, de colluvions argilo-sableuses et d'éboulis et dont le substrat est parcouru de failles. Dans l'est et le sud de la commune, proche du socle cristallin de la montagne beaujolaise affleurent des terrains siliceux sous forme de granite prophyroïde. Le fond de la vallée du Ruisseau des Barres est tapissé d'alluvions récentes, sables et graviers.
Le territoire de la commune correspond dans l'ensemble à la frange orientale du bombement brionnais dôme ovale surbaissé ou plateau sub-horizontal dont la partie sud occupe l'espace compris entre la Loire et le Sornin. Le relief y est modelé en creux par les petits cours d'eau qui coulent en direction du sud ; Les altitudes sur les interfluves, plus basses que dans l'ouest du Brionnais, se cantonnent à un niveau à inférieur à 500 mètres. Dans ces conditions les pentes sont faibles : du nord au sud la déclivité est de à 0,030 % (30 m/km).

### Hydrographie
Trois compartiments peuvent être distingués à l'intérieur de l'espace communal en relation avec la disposition de l'hydrographie. Le principal de ces compartiments est celui du centre compris entre le cours du ruisseau des Barres à l'est et celui du ruisseau des Monts à l'ouest. Il représente une superficie de 8,9 km2 soit près de 70 % de la commune. Les altitudes y décroissent du nord au sud. Au nord la colline des Seignes culmine à 474 m ; au delà d'un ensellement vers 400 m où se trouve le  bourg de la commune la colline de la Cruzette atteint encore 423 m. Plus au sud, la déclivité mène à la cote 309 (point le plus bas de la commune) au confluent des deux ruisseaux.
L'étroit compartiment oriental, versant ouest de l'interfluve entre ruisseau des Barres et Sornin, couvre 2,3 km2. Là aussi les altitudes diminuent du nord au sud (431 m au Fromental, 418 m au Châtelet, 338 m à la Côte d'Or).
À l'ouest du ruisseau des Monts s'étend sur l'interfluve qui sépare ce ruisseau de la rivière le Bezo un espace qui couvre au total 1,75 km2. Il est réparti en deux sous-compartiments ; celui du nord le plus élevé porte le point le point culminant de la commune à 495 m. d'altitude, celui du sud est beaucoup plus bas.
Le système hydrographique est essentiellement constitué à Saint-Laurent par les deux ruisseaux des Barres et des Monts, le second affluent du premier coulant tous deux du nord au sud.
Le ruisseau des Barres, né sur la commune de Vareilles, déroule plus de la moitié de ses 10 km dans celle de Saint-Laurent où se développent les 3/4 de son bassin versant. À peine entré sur la commune, il reçoit en rive gauche le petit ru de Petna venant de Baudemont. Lui-même est tributaire du Sornin dans lequel il se jette en rive droite deux cents mètres après avoir quitté l'espace communal  de Saint-Laurent. À cet endroit, son débit mesuré en juillet 2005 est de 83,3 l./s. mais l'étiage est très marqué (étiage quinquennal : 8 l./s.).
Le ruisseau des Monts long de 5 km coule entièrement dans la commune de Saint-Laurent (où la longe sur 1,7 km à l'ouest). Il déverse ses eaux dans le ruisseau des Barres à 309 m d'altitude à l'extrême sud du territoire communal.

### Forêt
La commune est très faiblement boisée. La modestie des altitudes, la modération du climat et les qualités pédologiques des sols ont conjugué leurs effets pour déterminer un défrichement précoce et généralisé des surfaces. Les quelque 17,9 hectares forestiers aux essences mélangées lui confèrent un taux de boisement de 1,39 % un des plus faibles de la région, sans commune mesure avec celui de la proche montagne beaujolaise (Ranchal 63 %) ou de l'ouest du Brionnais (Semur 45 %). Les rares placages forestiers se rencontrent tout au nord de la commune sur l'interfluve central, le Bois de Chassignol, le Bois de Milleret.

### Climat
Pour des articles plus généraux, voir Climat de la Bourgogne-Franche-Comté et Climat de Saône-et-Loire.
En 2010, le climat de la commune est de type climat océanique dégradé des plaines du Centre et du Nord, selon une étude du Centre national de la recherche scientifique s'appuyant sur une série de données couvrant la période 1971-2000. En 2020, Météo-France publie une typologie des climats de la France métropolitaine dans laquelle la commune est exposée à un climat de montagne ou de marges de montagne et est dans la région climatique Centre et contreforts nord du Massif Central, caractérisée par un air sec en été et un bon ensoleillement.
Pour la période 1971-2000, la température annuelle moyenne est de 10,5 °C, avec une amplitude thermique annuelle de 16,8 °C. Le cumul annuel moyen de précipitations est de 910 mm, avec 11,5 jours de précipitations en janvier et 7,4 jours en juillet. Pour la période 1991-2020, la température moyenne annuelle observée sur la station météorologique de Météo-France la plus proche, « Briant », sur la commune de Briant à 9 km à vol d'oiseau, est de 11,7 °C et le cumul annuel moyen de précipitations est de 930,7 mm. 
La température maximale relevée sur cette station est de 40 °C, atteinte le 12 août 2003 ; la température minimale est de −14,7 °C, atteinte le 31 décembre 1996,,.
Les paramètres climatiques de la commune ont été estimés pour le milieu du siècle (2041-2070) selon différents scénarios d'émission de gaz à effet de serre à partir des nouvelles projections climatiques de référence DRIAS-2020. Ils sont consultables sur un site dédié publié par Météo-France en novembre 2022.

## Urbanisme

### Typologie
Au 1er janvier 2024, Saint-Laurent-en-Brionnais est catégorisée commune rurale à habitat très dispersé, selon la nouvelle grille communale de densité à sept niveaux définie par l'Insee en 2022.
Elle est située hors unité urbaine et hors attraction des villes,.

### Occupation des sols
L'occupation des sols de la commune, telle qu'elle ressort de la base de données européenne d’occupation biophysique des sols Corine Land Cover (CLC), est marquée par l'importance des territoires agricoles (98,6 % en 2018), une proportion identique à celle de 1990 (98,6 %). La répartition détaillée en 2018 est la suivante : prairies (94,7 %), zones agricoles hétérogènes (4 %), forêts (1,4 %). L'évolution de l’occupation des sols de la commune et de ses infrastructures peut être observée sur les différentes représentations cartographiques du territoire : la carte de Cassini (XVIIIe siècle), la carte d'état-major (1820-1866) et les cartes ou photos aériennes de l'IGN pour la période actuelle (1950 à aujourd'hui).

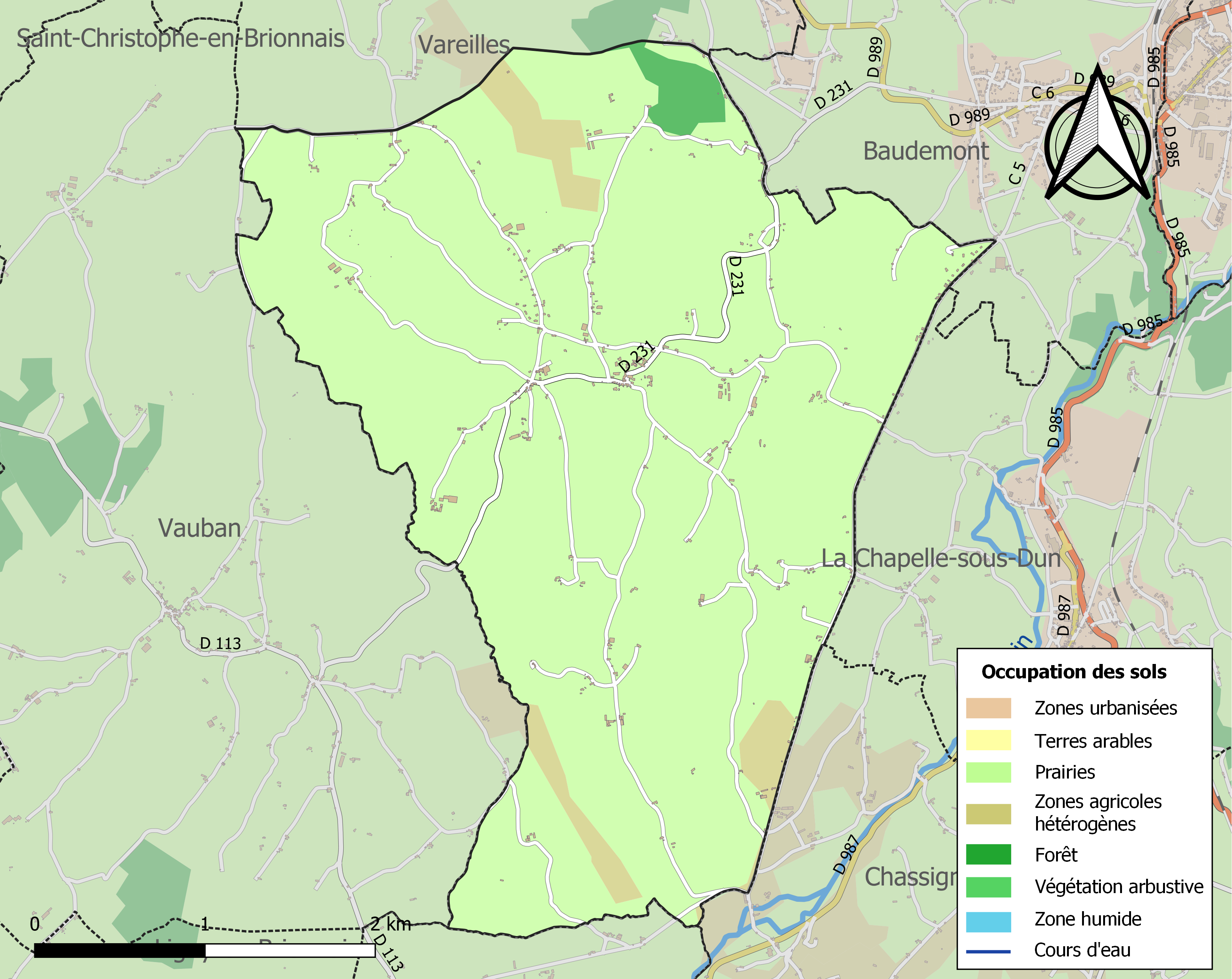
Carte des infrastructures et de l'occupation des sols de la commune en 2018 (CLC).

## Histoire
Au Moyen Âge et sous l'Ancien Régime, Saint-Laurent-en-Brionnais fait partie du bailliage et du diocèse de Mâcon, de l'archiprêtré de Beaujeu (puis de Charlieu) et de la châtellenie de Châteauneuf. Anthoine de Cray était châtelain de Saint-Laurent-en-Brionnais en 1582.
En 1828 est créé un pensionnat de jeunes filles dirigé par les sœurs du Saint-Sacrement, il compte alors environ cent élèves recevant une éducation complète. L'école de garçons est tenue par deux religieux de l'ordre de Saint-Viateur.
Des carrières étaient exploitées et fournissaient des pierres pour la construction ; des fours à chaux ont fonctionné jusqu'au XIXe siècle.
À l'est de la commune se trouve de la houille. Un puits a été creusé en 1836 et a été abandonné faute de résultats probants ; il fut repris en 1941 mais l'exploitation cessa en 1948.
Pendant la Seconde Guerre mondiale, le village prend le nom de « Union ».

## Politique et administration
| Période                                  | Période      | Identité          | Étiquette | Qualité |
| ---------------------------------------- | ------------ | ----------------- | --------- | ------- |
| janvier 1970                             | mars 1977    | François Durix    |           |         |
| mars 1977                                | mars 1983    | Paul Bajard       |           |         |
| mars 1983                                | mars 2001    | Bernard Augagneur |           |         |
| mars 2008                                | octobre 2012 | Catherine Marion  |           |         |
| novembre 2012                            | En cours     | Bernard Augagneur |           |         |
| Les données manquantes sont à compléter. |              |                   |           |         |

## Démographie
L'INSEE ne fournit plus le nombre d'habitants agglomérés d'une commune. En 1968, à une date où le chiffre était disponible, 53 personnes vivaient dans le bourg de Saint-Laurent l'ensemble de la commune étant alors peuplé de 443 habitants ; la population agglomérée au chef-lieu représentait ainsi 12 % du total. En extrapolant et en se basant sur les données de 1968 (avec ce qu'il peut y avoir d'aléatoire dans cette démarche après 50 ans écoulés) on peut estimer qu'en 2017, sur les 326 habitants de la commune, la population agglomérée peut réunir environ 40 personnes.
L'histoire démographique de la commune présente un décalage par rapport à l'évolution de la population dans la plupart des localités rurales de la région depuis deux siècles. Cette évolution s'est déroulée ailleurs le plus souvent en trois phases ; la première couvrant la période 1800-1850 ou 1800-1875 marquée par une forte croissance de la population, la seconde généralement longue d'un siècle caractérisée par une érosion démographique importante parfois spectaculaire, la troisième qui a vu une notable reprise de la croissance depuis les plus récentes décennies.
Si les causes qui ont déterminé l'existence de plusieurs phases dans l'histoire démographique de la commune sont pour une bonne part identiques à celles qui se sont manifestées dans les campagnes de la région en général du moins n'y a t-il pas concordance avec le déroulement de cette histoire telle que décrite ci-dessus en ce qui concerne tant le nombre de phases que les dates initiales et finales et la durée de chacune d'elles.
La première moitié du XIXe siècle a certes connu à Saint-Laurent comme ailleurs une croissance de la population due au maintien d'une forte natalité au sein d'une société paysanne mais qui s'est révélée ici relativement modeste (812 hab. en 1800,  1 080 en 1856 soit  seulement + 33 % en plus d'un demi-siècle). Ensuite la seconde moitié du XIXe siècle s'est caractérisée par une stagnation (998 hab. en 1861, 921 en 1906) plutôt que par le déclin qu'ont connu au même moment les campagnes de la région en général.
À partir du début du XXe siècle s'est déclenché l'exode rural induit par l'industrialisation des petites villes de la région demandeuses de main-d'œuvre. C'est alors amorcé un déclin de la population que les pertes humaines de la Première Guerre mondiale ont accentué et qui s'est prolongé jusqu'à nos jours soit pendant plus d'un siècle. Saint-Laurent a connu une véritable hémorragie humaine qui lui a fait perdre plus des deux tiers de ses habitants depuis le début du siècle dernier.
À cette histoire démographique de Saint-Laurent-en-Brionnais fait défaut une période, la plus récente, qui caractérise depuis souvent deux décennies beaucoup de localités rurales de la région, période de renouveau démographique spectaculaire dans certains cas. Il ne restait que 326 personnes dans la commune en 2017.
L'évolution du nombre d'habitants est connue à travers les recensements de la population effectués dans la commune depuis 1793. Pour les communes de moins de 10 000 habitants, une enquête de recensement portant sur toute la population est réalisée tous les cinq ans, les populations de référence des années intermédiaires étant quant à elles estimées par interpolation ou extrapolation. Pour la commune, le premier recensement exhaustif entrant dans le cadre du nouveau dispositif a été réalisé en 2004.

En 2022, la commune comptait 325 habitants, en évolution de −0,91 % par rapport à 2016 (Saône-et-Loire : −1,06 %, France hors Mayotte : +2,11 %).
| 1793 | 1800 | 1806 | 1821 | 1831 | 1836 | 1841 | 1846  | 1851  |
| ---- | ---- | ---- | ---- | ---- | ---- | ---- | ----- | ----- |
| 945  | 812  | 826  | 867  | 926  | 990  | 966  | 1 006 | 1 029 |

| 1856  | 1861 | 1866 | 1872 | 1876 | 1881 | 1886 | 1891 | 1896 |
| ----- | ---- | ---- | ---- | ---- | ---- | ---- | ---- | ---- |
| 1 080 | 998  | 928  | 930  | 922  | 979  | 956  | 946  | 994  |

| 1901 | 1906 | 1911 | 1921 | 1926 | 1931 | 1936 | 1946 | 1954 |
| ---- | ---- | ---- | ---- | ---- | ---- | ---- | ---- | ---- |
| 915  | 921  | 805  | 716  | 663  | 586  | 524  | 600  | 518  |

| 1962 | 1968 | 1975 | 1982 | 1990 | 1999 | 2004 | 2006 | 2009 |
| ---- | ---- | ---- | ---- | ---- | ---- | ---- | ---- | ---- |
| 456  | 443  | 411  | 381  | 391  | 422  | 390  | 371  | 369  |

| 2014 | 2019 | 2022 | - | - | - | - | - | - |
| ---- | ---- | ---- | - | - | - | - | - | - |
| 336  | 323  | 325  | - | - | - | - | - | - |

### Enseignement
Une école élémentaire publique fonctionne à Saint-Laurent-en-Brionnais.

## Économie
Si la commune ne compte plus de commerces, il demeure des artisans et des exploitations agricoles (au nombre de 16). En 2012 la population active ayant un emploi  est de 166 personnes, dont 120 salariés. Le nombre d'emplois, salariés et non salariés, existants sur la commune elle-même est de 62.
La régression de la part prise par l'agriculture par rapport à l'ensemble des activités économiques, phénomène commun aux campagnes de la région, est cependant loin d'avoir connu à Saint-Laurent l'ampleur avec laquelle elle s'est produite dans certaines communes rurales des environs. Le nombre des exploitations s'y est certes considérablement réduit au cours des dernières décennies ; il y en avait 38 en 1988, 26 en 2000, 21 en 2010, il en reste 13 actuellement. On compte ainsi dans la commune une exploitation pour 25  habitants soit une proportion plus forte que dans certaines communes environnantes (1 pour 45 à Vareilles 1 pour 49 à Chassigny-sous-Dun, 1 pour 88 à La Chapelle-sous-Dun mais 1 pour 23 à Vauban). La surface agricole utile totale 1 362 ha - est aujourd'hui supérieure à ce qu'elle était précédemment.
La pédologie et le climat expliquent la part écrasante des herbages - 1 329 ha - par rapport aux labours, 32 ha. Toutes les exploitations de la commune pratiquant l'élevage bovin relèvent de la filière viande, avec des cheptels de race charolaise, activité conforme à la spécialité dominante dans la région. Le nombre de têtes de bétail s'est accru depuis 2010 passant de 1 854 à 2 200.
Profitant des terrains calcaires de la commune des carrières étaient exploitées autrefois et fournissaient des pierres pour la construction. Des fours à chaux ont fonctionné jusqu'au XIXe siècle.
L'importance prise par les travaux de la terre à Saint-Laurent n'exclut pas les autres activités économiques. C'est ainsi que l'industrie est représentée dans la commune par une entreprise de constructions métalliques sise au lieudit les Gaillards et un atelier de fabrication d'uniformes à Corson. L'artisanat est illustré par une menuiserie au lieudit les Chevennes, un garage de mécanique automobile au lieudit les Crusus et un luthier au bourg. Si le commerce en boutique est absent de la commune, cas fréquent dans les localités rurales de nos jours, du moins le commerce de gros est présent sous la forme d' un négoce de bétail au lieudit les Barres.
L'élevage de chevaux des Gaillards fonctionne également  comme centre équestre, un gîte rural accueille les villégiateurs au lieudit Montailloux et une ostéopathe exerce son art au lieudit Corson.

## Lieux et monuments

### Église Saint-Laurent
L'église est romane pour le chœur, l'abside et le clocher, parties pour lesquelles elle a été classée au titre des monuments historiques. Les autres parties ont été restaurées au XIXe siècle.

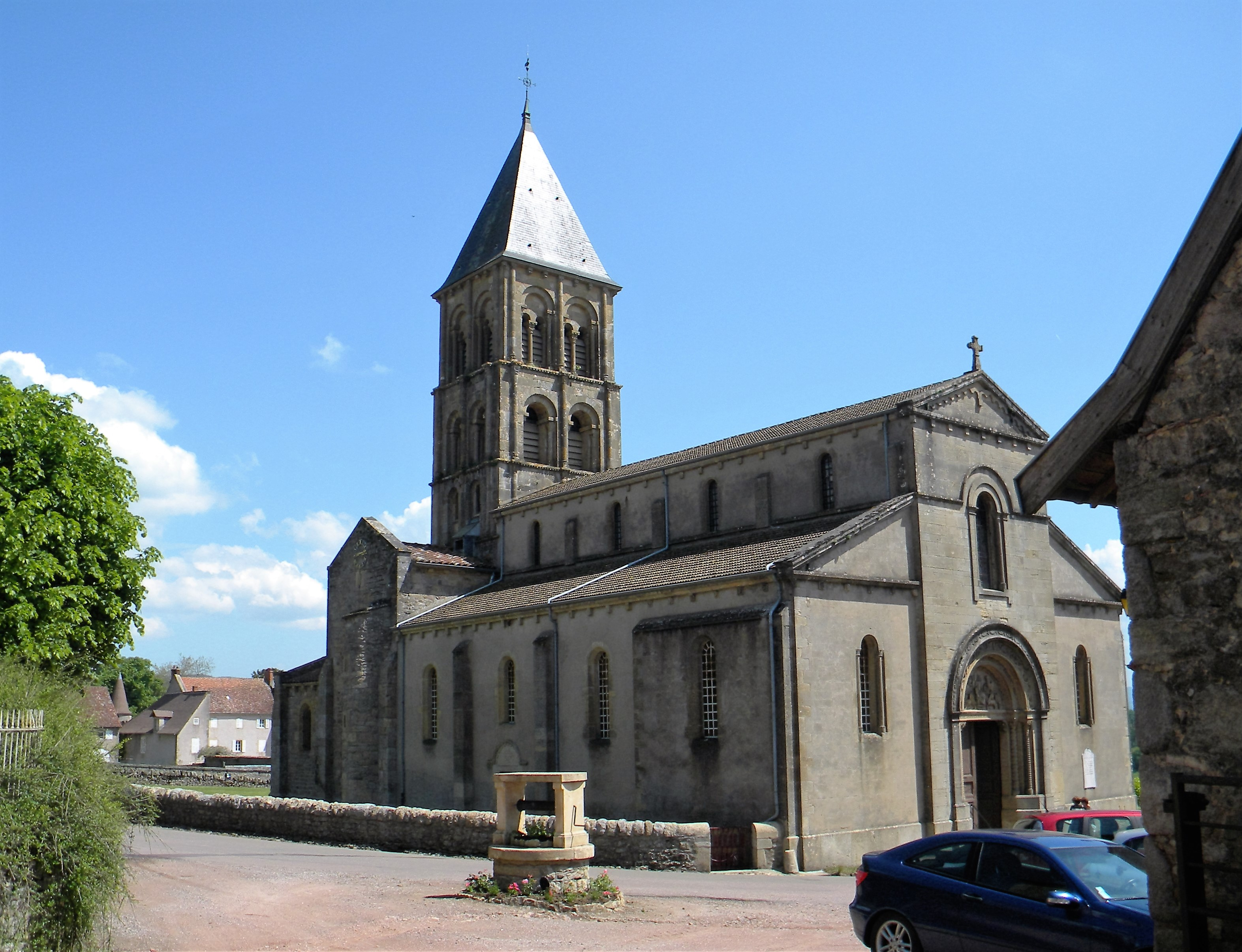
Vue générale extérieure de l'église.
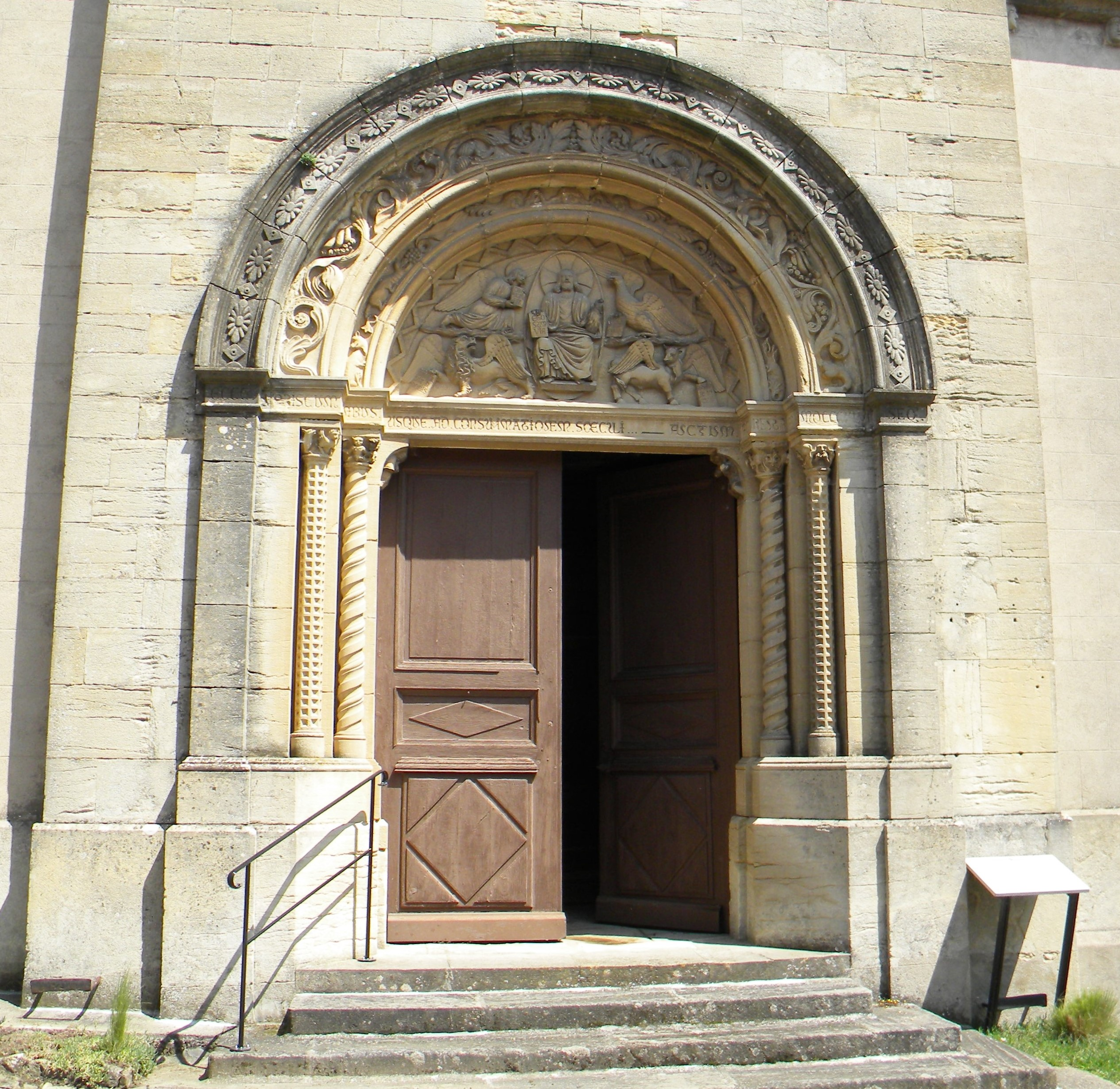
Le portail de l'église.
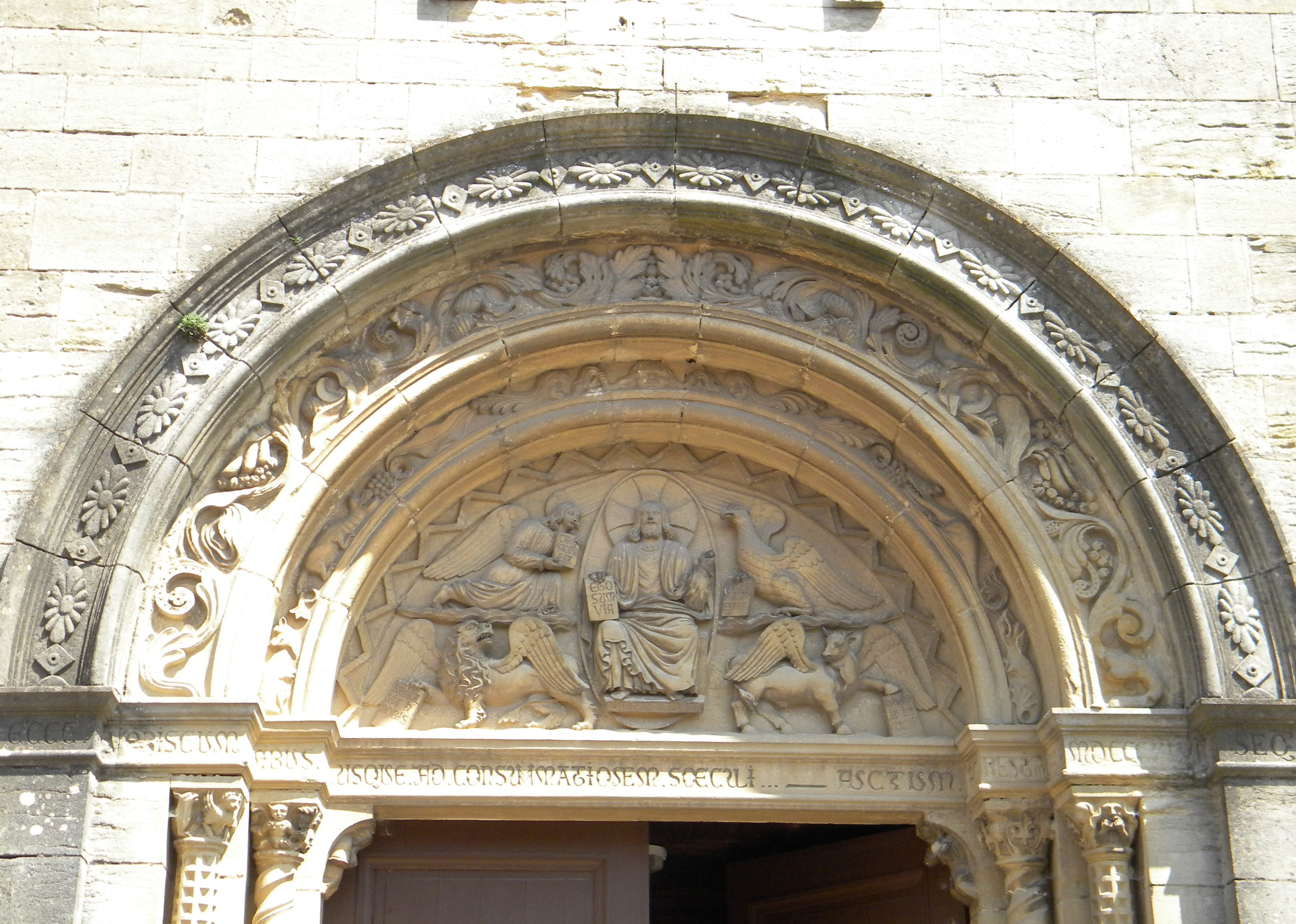
Le tympan de l'église.
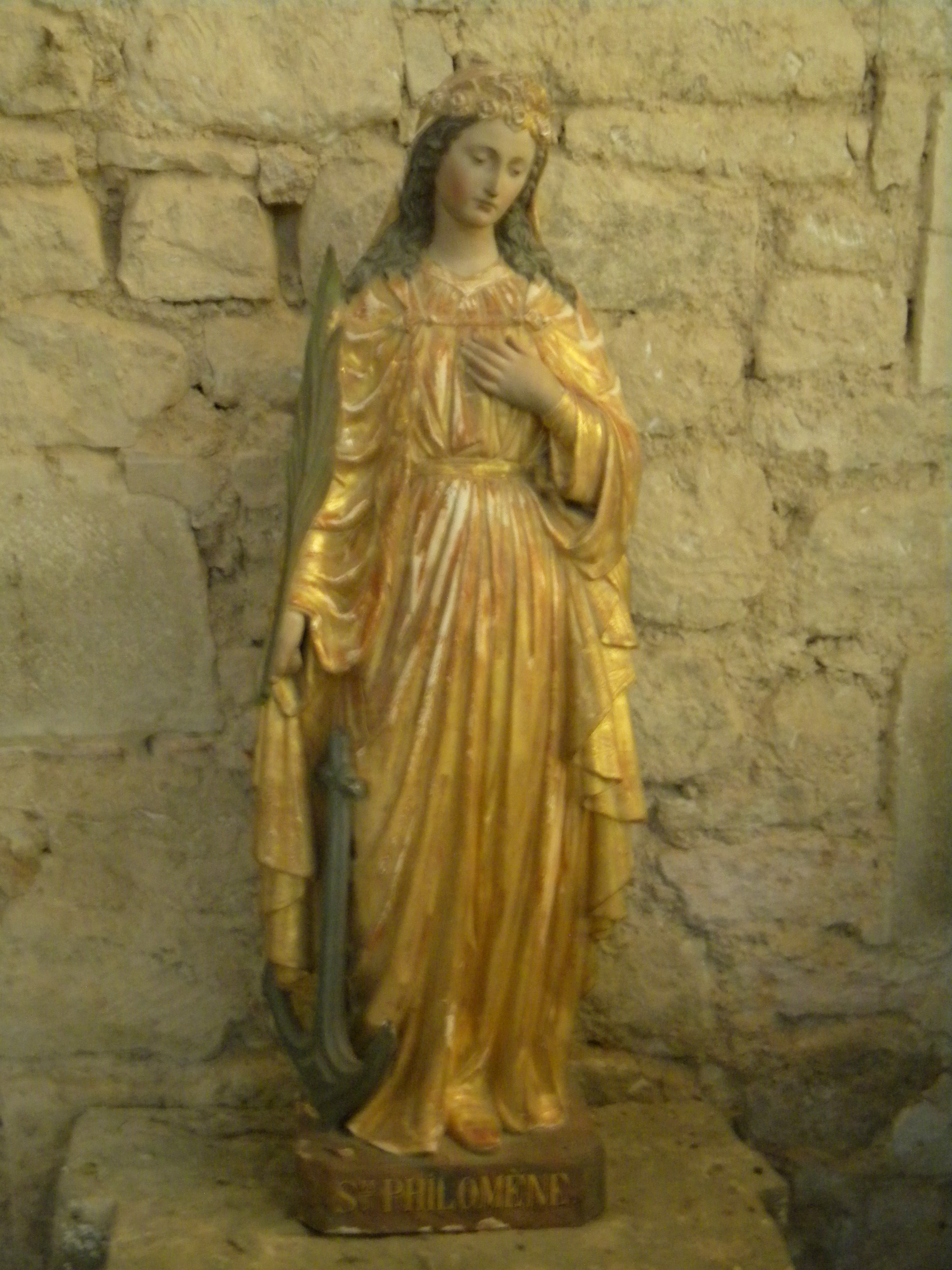
Statue en bois doré de sainte Philomène (vers 1840).
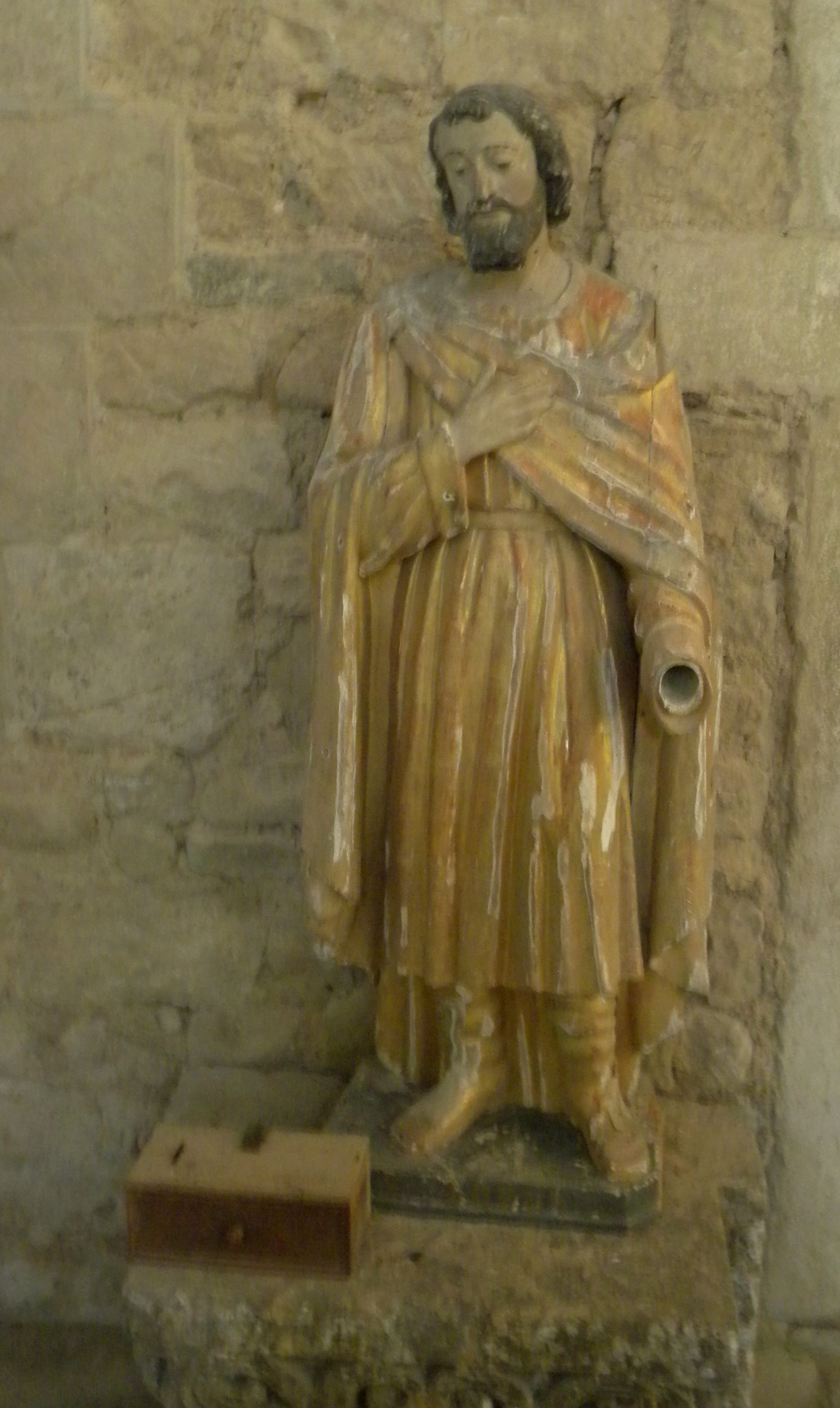
Statue en bois doré de saint Abdon (vers 1840).
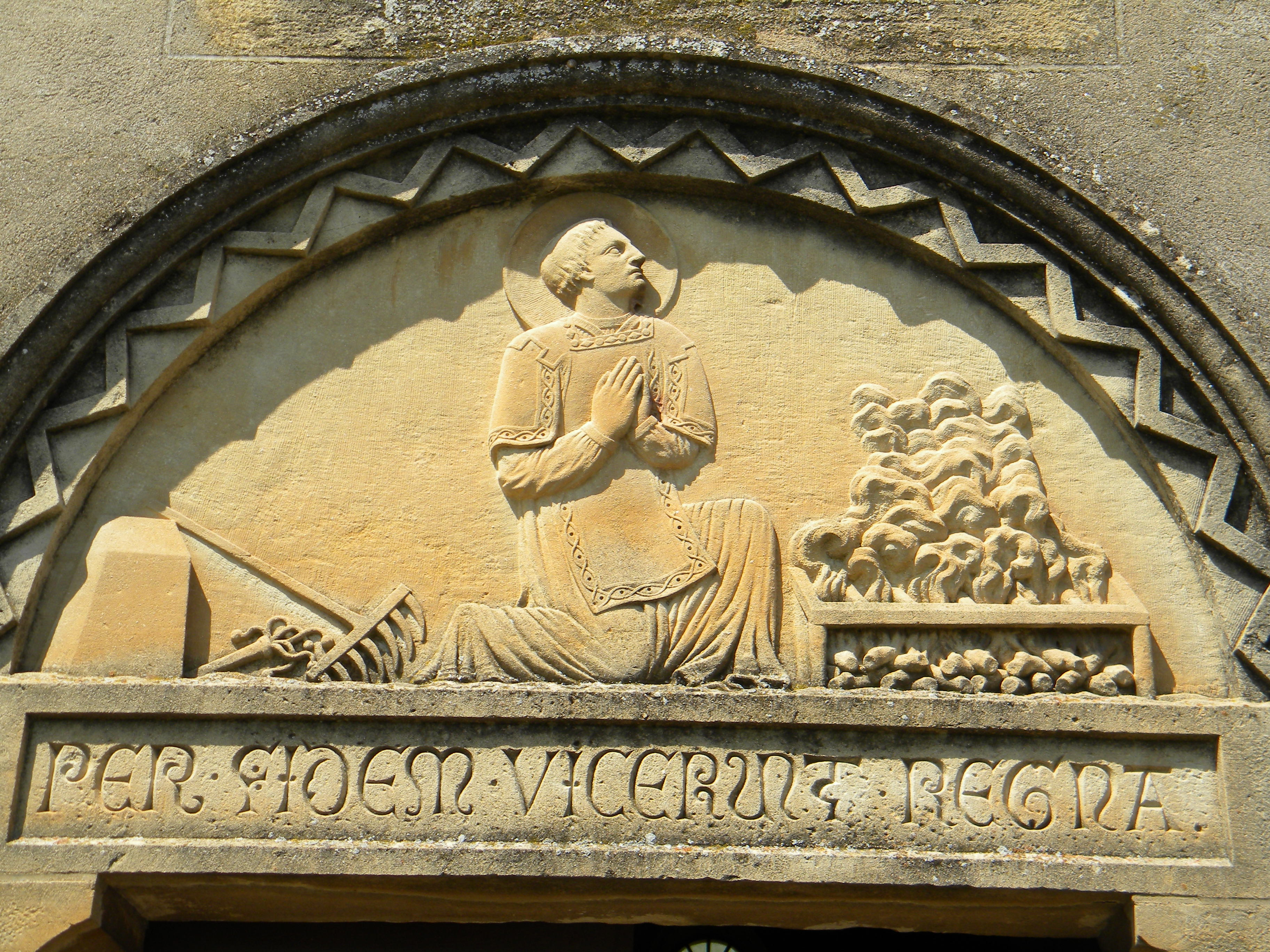
Sculpture portail latéral.
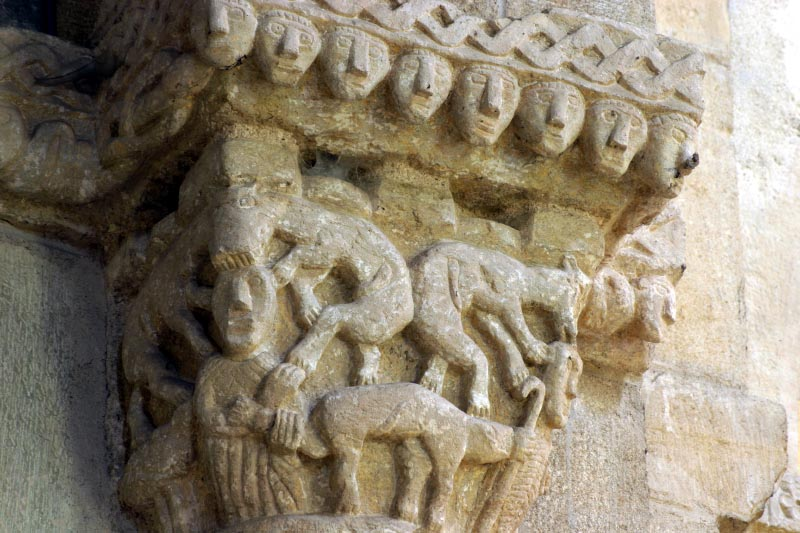
L'un des chapiteaux (orné, dans sa partie supérieure, de tête juxtaposées).
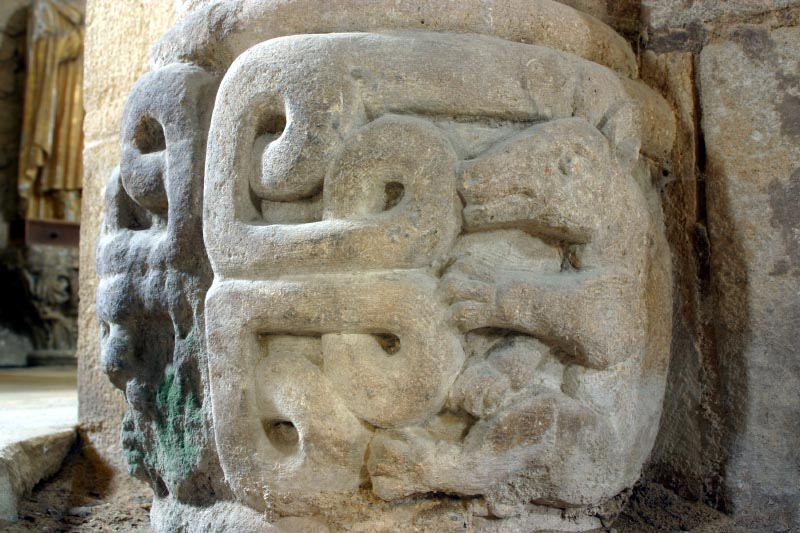
La base de l'un des piliers.

### Manoir
Saint-Laurent-en-Brionnais a compté, au Moyen Âge, trois châteaux. Seul subsiste celui de Joux au bourg ; il date du XVe siècle. Il reste la porte d'entrée et des tours. De celui de Corson démoli au milieu du XIXe, il ne reste qu'une tour ; celui du Vigneau, à Montailloux, a complètement disparu.

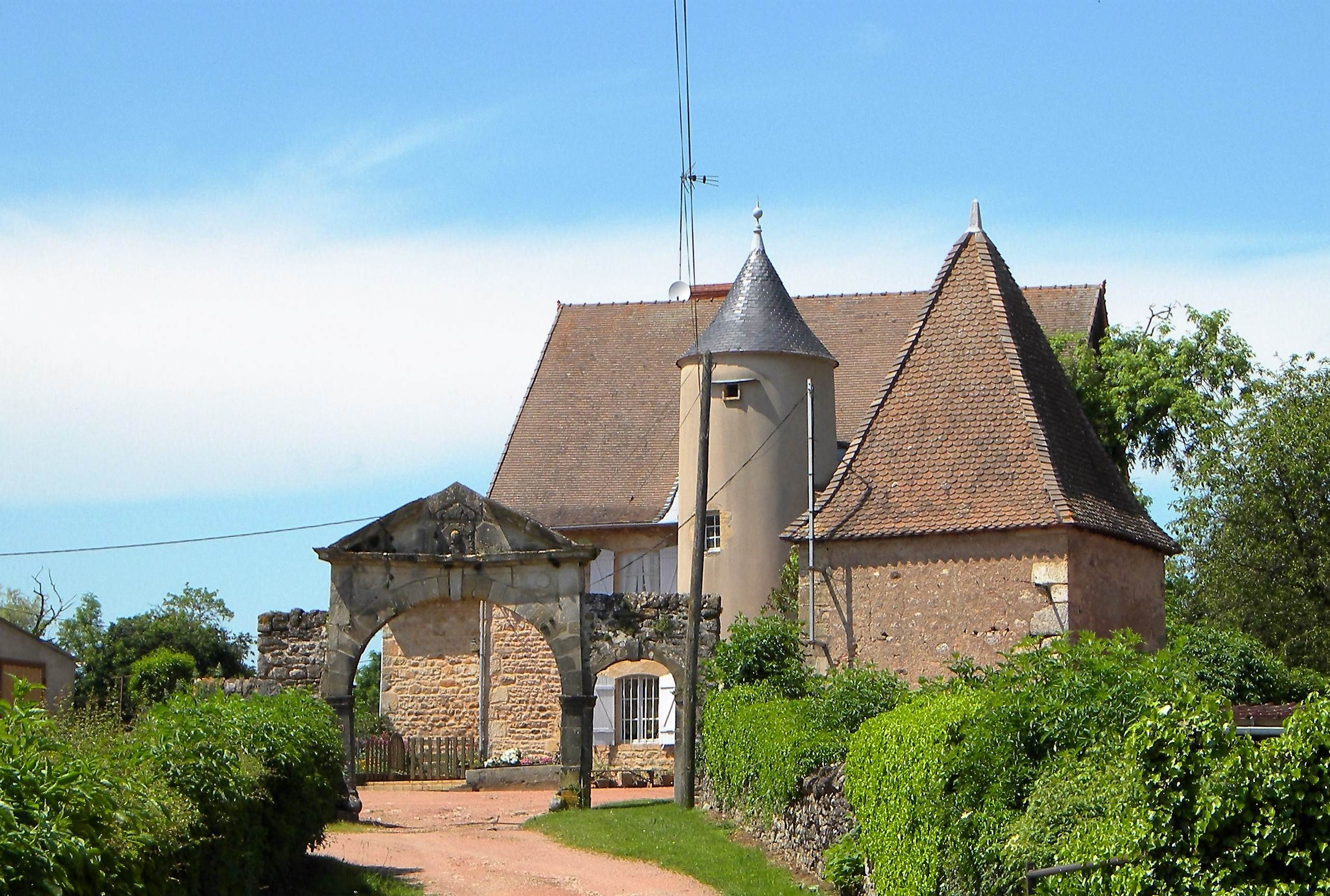
Manoir XVIe s. de Saint-Laurent-en-Brionnais avec portail classique.

### Autres lieux
- Vestiges de l'exploitation minière de charbon.
- L'ancien pensionnat de jeunes filles, fermé en 1965, et désormais propriété privée[33]

## Personnalités liées à la commune
- Victor Augagneur (1855-1931), maire de Lyon, est originaire de Saint-Laurent-en-Brionnais. Cet homme politique est médecin et chirurgien. Il fait ses études au petit séminaire de Semur-en-Brionnais. Il est maire de Lyon de 1900 à 1905 et démissionne pour  devenir gouverneur général de Madagascar. Par la suite, il est ministre, à plusieurs reprises, entre 1911 et 1915.
- Nicolas Montmessin, né en 1765 fut prêtre réfractaire en 1791. il se cacha. Il devient curé de Saint-Laurent après le concordat. Il fonda la maison d'éducation pour les filles, dirigées par les sœurs du Saint-Sacrement de Mâcon.

## Pour approfondir